# Павловчани
Павловчани су насељено место у саставу града Јастребарског у Загребачкој жупанији, Хрватска. До територијалне реорганизације у Хрватској налазили су се у саставу бивше велике општине Јастребарско.

## Становништво
На попису становништва 2011. године, Павловчани су имали 290 становника.

## Попис1991.
На попису становништва 1991. године, насељено место Павловчани је имало 229 становника, следећег националног састава:
| Попис 1991.‍  | Попис 1991.‍  | Попис 1991.‍ | Попис 1991.‍ | Попис 1991.‍ |
| ------------ | ------------ | ----------- | ----------- | ----------- |
|              |              |             |             |             |
| Хрвати       | Хрвати       |             | 220         | 96,06%      |
| Југословени  | Југословени  |             | 1           | 0,43%       |
| Црногорци    | Црногорци    |             | 1           | 0,43%       |
| остали       | остали       |             | 1           | 0,43%       |
| неопредељени | неопредељени |             | 1           | 0,43%       |
| непознато    | непознато    |             | 5           | 2,18%       |
| укупно: 229  |              |             |             |             |